# Liste der Kulturdenkmäler in Willroth
In der Liste der Kulturdenkmäler in Willroth sind alle Kulturdenkmäler der rheinland-pfälzischen Ortsgemeinde Willroth aufgelistet. Grundlage ist die Denkmalliste des Landes Rheinland-Pfalz (Stand: 4. Mai 2023).

## Einzeldenkmäler
| Bezeichnung  | Lage              | Baujahr | Beschreibung                                                    | Bild                           |
| ------------ | ----------------- | ------- | --------------------------------------------------------------- | ------------------------------ |
| Fördergerüst | Grubenstraße Lage | 1954    | Fördergerüst der ehemaligen Eisenerzgrube Georg, errichtet 1954 | weitere Bilder Fotos hochladen |